# بنجامین هوارد بیکر
بنجامین هوارد بیکر (به انگلیسی: Benjamin Howard Baker) بازیکن فوتبال زادهٔ ۱۳ فوریه ۱۸۹۲ اهل کشور انگلستان که سابقهٔ بازی در تیم ملی فوتبال انگلستان را در کارنامهٔ خود دارد. وی در تاریخ ۲۱ مه ۱۹۲۱ نخستین بازی ملی خود را در مقابل تیم ملی فوتبال بلژیک انجام داد و با حضور در ۲ بازی ملی، در تاریخ ۲۴ اکتبر ۱۹۲۵ واپسین بازی ملی‌اش را در برابر تیم ملی فوتبال ایرلند شمالی برگزار کرد.